# 1. HMNL za žene 2019./20.
Prva hrvatska malonogometna liga za žene je svoje peto izdanje imala u sezoni 2019./20. 
 Sudjelovalo je devet klubova, a prvak je bila ekipa "MC Plus" iz Svete Nedelje.

## Sustav natjecanja
Devet klubova igra dvokružnu ligu (18 kola, 16 utakmica po ekipi), a igrano kroz 6 turnira. 
Za razliku od prošlih sezona je igran samo ligaški dio, bez završnog turnira četiri najboljih. 
Turniri su igrani u:
- Vinkovcima, 7. i 8. prosinca 2019.[3][4][5]
- Popovači, 14. i 15. prosinca 2019.[6][7]
- Zagrebu, 18. i 19. siječnja 2020.[8][9][10][11]
- Đurđevcu, 25. i 26. siječnja 2020.[12][13]
- Zagreb - Novaki, 8. i 9. veljače 2020.[14][15][16][17]
- Zadru, 15. i 16. veljače 2020.[18][19]

## Sudionici
- Alumnus SC Flegar, Sesvete
- Dubrovnik, Dubrovnik
- Graničar, Đurđevac
- MC Plus, Sveta Nedelja
- Meteora Futsal, Zagreb - Pisarovina
- Mirlović Zagora, Mirlović Zagora
- Siscia, Sisak
- Super Chicks, Poličnik
- Vinkovci, Vinkovci

## Ljestvica
| mj. | klub              | ut. | pob. | ner. | por, | gol+ | gol- | bod |
| --- | ----------------- | --- | ---- | ---- | ---- | ---- | ---- | --- |
| 1.  | MC Plus           | 16  | 14   | 1    | 1    | 141  | 8    | 43  |
| 2.  | Alumnus SC Flegar | 16  | 11   | 1    | 4    | 78   | 16   | 34  |
| 3.  | Super Chicks      | 16  | 10   | 2    | 4    | 68   | 28   | 32  |
| 4.  | Meteora Futsal    | 16  | 10   | 1    | 5    | 69   | 38   | 31  |
| 5.  | Mirlović Zagora   | 16  | 9    | 0    | 7    | 73   | 42   | 27  |
| 6.  | Vinkovci          | 16  | 8    | 1    | 7    | 81   | 57   | 25  |
| 7.  | Dubrovnik         | 16  | 5    | 0    | 11   | 36   | 83   | 15  |
| 8.  | Siscia            | 16  | 1    | 1    | 14   | 12   | 124  | 4   |
| 9.  | Graničar          | 16  | 0    | 1    | 15   | 15   | 177  | 1   |

## Najbolji strijelci
Izvori:
Strijelci 10 i više pogodaka: 
| 34 gola - Ivana Stanić (MC Plus) 21 gol - Andrea Valušek (MC Plus) 20 golova - Mihaela Horvat (MC Plus) 19 golova - Monika Conjar (Meteora Futsal) 18 golova - Ana Dujmović (MC Plus) - Monika Čavić (Vinkovci) | 17 golova - Lorena Balić (Vinkovci) 16 golova - Monika Maljak (Mirlović Zagora) - Petra Barbir (Super Chicks) 14 golova - Katarina Đukić (Super Chicks) 13 golova - Valentina Stipančević (Alumnus SC Flegar) - Petrunjela Njirić (Dubrovnik) - Petra Benković (Meteora Futsal) - Perica Cicijelj (Meteora Futsal) - Karla Kurkutović (Super Chicks) | 12 golova - Matea Javorović (MC Plus) - Iabela Lojna (Vinkovci) 11 golova - Marijana Orešić (Alumnus SC Flegar) 10 golova - Helenna Louise Hercigonja-Moulton (Alumnus SC Flegar) - Mia Deranja (Dubrovnik) - Petra Pezelj (MC Plus) |

## Unutrašnje poveznice
- Prva hrvatska malonogometna liga za žene

## Vanjske poveznice
- crofutsal.com
- HNS, 1. HMNL za žene